# 亚历山德罗·皮尔齐奥·比罗利
亚历山德罗·皮尔齐奥·比罗利（義大利語：Alessandro Pirzio Biroli，1877年7月23日—1962年5月20日），是一位意大利击剑运动员和意大利皇家陸軍將領，參加過第一次及二次世界大戰。他曾代表意大利参加1908年夏季奥林匹克运动会击剑比赛，结果获得男子团体佩剑的银牌。1941年4月二戰南斯拉夫王國戰敗被肢解，蒙特內哥羅軍政府作為意大利王國的保護國成立。他在蒙特內哥羅暴動後被意大利首相墨索里尼任名為意大利駐蒙特內哥羅總督。比羅利在任內和切特尼克（塞爾維亞人游擊隊）合作打擊蒙特內哥羅境內的南斯拉夫共產黨游擊隊。他在戰後被指控犯下多起大規模處決蒙特內哥羅人和實施恐怖統治，儘管被例為高級戰犯但因為年事已高所以沒有上庭。他的晚年在羅馬渡過。